# Hässlunda kyrka
Hässlunda kyrka är en kyrkobyggnad i Hässlunda. Den tillhör i Kropps församling i Lunds stift.

## Kyrkobyggnaden
Kyrkan byggdes av gråsten och sandsten i romansk stil runt år 1200 och bestod av långhus, kor och absid. I slutet av medeltiden uppfördes trappgavelstornet. År 1864-1865 byggdes långhuset om så att det blev enskeppigt, efter att tidigare ha varit tvåskeppigt. Samtidigt revs ett medeltida vapenhus vid södra sidan. 1931 installerades nuvarande vattenburna värmesystem med radiatorer utmed väggarna.
I korets norra nisch finns en kalkmålning från 1400-talet som föreställer Knut den helige. Målningen togs fram 1958. I korvalvet finns målningar med akantusslingor i gult mot blå botten. Dessa tillkom troligen 1890 eller strax därefter.

## Inventarier
- Predikstolen dateras till 1609.
- I altaruppsatsens solsymbol finns det heliga gudsnamnet JHWH med hebreiska bokstäver och som på svenska uttalas Jahve eller Jehova.
- Dopfunten av trä är troligen från 1600-talet.

### Orgel
- 1871 byggde Anders Victor Lundahl, Malmö en orgel med nio stämmor.
- Den nuvarande orgeln byggdes 1958 av Wilhelm Hemmersam i Köpenhamn och är en mekanisk orgel.

| Manual I      | Manual II     | Pedal      | Koppel |
| Gedackt 8'    | Spetsgamba 8´ | Subbas 16´ | I/P    |
| Principal 4'  | Rörflöjt 4'   | Oktava 8'  | II/P   |
| Quint 2 2/3'  | Principal 2'  | Regal 8'   | II/I   |
| Waldflöjt 2'  | Nasat 1 1/3'  |            |        |
| Scharf 2 chor |               |            |        |

### Webbkällor
- Lotta Eriksson & Maria Sträng: Hässlunda kyrka - invändig förändring, Antikvarisk kontrollrapport, 2007, Regionsmuseet Kristianstad
- Kropps församling
- Wikimedia Commons har media som rör Hässlunda kyrka.